# Mondo et autres histoires
Mondo et autres histoires est un recueil de nouvelles publié en 1978 par Jean-Marie Gustave Le Clézio aux éditions Gallimard.

## Contenu
Cet ouvrage contient huit nouvelles : 
- Mondo

Mondo est un jeune garçon mystérieux qui apparaît un jour dans un petit village et s'intègre rapidement à la vie quotidienne. Il n’a pas de maison et se cache dans les pourtours naturels du village. Il se promène dans le village pour parler aux habitants. Il demande aux gens de l’adopter, mais les quitte quand ils lui posent des questions. Un jour, Mondo achète un livre de Kit Carson et va à la plage, ou il rencontre Giordan, le pêcheur, qui lui enseigne comment pêcher et lui raconte des histoires du monde. Au crépuscule, Mondo part  trouver un lieu où passer la nuit et le pêcheur propose de lui enseigner la lecture. Un matin, Mondo voit un groupe d' hommes enlever un chien. Un passant lui dit que c'était le Ciapacan, qui souvent kidnappe les enfants qui ne vont pas à l’école. Cela rend Mondo anxieux. Puis, il rencontre le Gitan, le Cosaque, et Dadi, qui fait des spectacles. Quand la nuit tombe, le groupe boit ensemble et Mondo dort sur le siège arrière de la voiture du Gitan. Plus tard, Mondo explore la ville pendant un jour férié. Il essaye de trouver quelqu'un pour l'adopter, mais personne ne l'entend. Puis, durant l’été, il tombe sur la Maison de la Lumière d’Or, où habite Thi Chin, une femme vietnamien qui l’invite à boire du thé. Ils parlent et après avoir fait une sieste chez la dame, elle lui dit que la maison fait  partie de lui maintenant, et qu’il peut revenir à n’importe quel moment.
Pendant l'été, Mondo dort dans la Maison de la Lumière d’Or et ainsi n’a plus peur de Ciapacan. Il passe du temps avec ses amis, le Gitan, le Cossaque et Dadi et il continue de parler aux gens du village. Un jour, il décide qu’il veut apprendre à lire. Il rencontre Marcel, un vieil homme indien, sur la plage et il commence à enseigner la lecture à Mondo. Le garçon apprend quelques lettres et écoute les histoires de Marcel sur les pays étrangers. Marcel promet à Mondo d’assister à ses voyages et puis Mondo va à  la Maison de la Lumière d’Or. Il passe du temps avec Thi Chin au jardin et  ils dorment sous les étoiles. Le jour après, Mondo recherche son ami Dadi, mais le Cossaque dit qu'il a été enlevé la nuit précédente. Mondo est convaincu que David a été kidnappé par le Ciapacan. Il revient dans les rues et devient immobile. Les résidents de la ville l'enlèvent et il croit qu’il se fait kidnapper.
Deux jours après, Thi Chin va au commissariat en cherchant Mondo. Le commissaire lui dit qu’il doit rester avec eux pour être soigné. Le jour suivant, le Commissaire va à la maison de lumière d’or et demande a Thi Chin si elle a vu Mondo chez elle. Elle vérifie la maison, et Mondo disparaît après avoir mis le feu au matelas. Thi Chin pleure parce qu’elle sait qu’elle ne reverra jamais Mondo. Le temps passe et tout le monde oublie Mondo. Le Gitan est arrêté pour vol, la Cossaque est une alcoolique, Giordan et Marcel ne reprennent jamais leurs voyages, et le petit bateau appelé Oxyton reste inutilisé. Éventuellement, Thi chin trouve un galet dans son jardin sur lequel les mots “toujours beaucoup” sont gravés.
- Lullaby

Lullaby, une jeune adolescente, se réveille un jour et décide de renoncer au lycée. Elle redonne le réveil à son père, et part pour la plage. Elle est enchantée par ses alentours. Elle se trouve dans un bunker allemand avec les mots “trouves-moi” inscrit sur les murs. Elle cherche pour l’auteur, mais continue éventuellement, trouvant une petite crique pour se baigner. Après, elle écrit une lettre à son père, bien qu’elle soit composée de mots aléatoires. Puis, elle découvrit une maison grecque abandonnée avec le mot “karisma” écrit au-dessous de la porte. Elle se met sur la véranda et regarde la mer. Puis, Lullaby commence à rentrer chez elle quand elle rencontre un garçon avec les lunettes. Elle lui demande de dessiner quelque chose pour elle.
Pendant la semaine, Lullaby continue de visiter la maison grecque, se sent calme et à l'harmonie avec la nature. Plus tard, elle décide d'allumer un feu, se réjouissant en regardant les mots sur les feuilles de papier qui disparaissent. Le garçon avec les lunettes lui approche et le joint. Il lui offre son dessin de Lullaby pour bruler, mais elle dit qu’elle veut la garder et qu' elle va le brûler quand elle l’aimera trop. A midi, le garçon parti et Lullaby explore une autre maison abandonnée. Cependant, comme elle s’installe avant la maison, un homme étrange l'approche silencieusement. Elle essaye de se cacher, mais doit se jeter sur un falaise pour l'échapper. La jour prochaine, elle se promènera dans la forêt en essayant d’ignorer son problème, mais éventuellement, elle décide qu' elle ne peut pas continuer ses aventures. Craignant qu'elle soit découverte, elle revient en ville. Elle est troublée par le chaos de la ville, et après elle visite un grand magasin et mange une omelette, elle décide de rentrer au lycée. Quand elle arrive, la concierge lui dit que la directrice la cherche. La directrice l'interroge sur sa semaine d'absence, mais elle doute de Lullaby quand elle lui raconte ses aventures en nature, en suggestion qu'elle a un copain. Lullaby crie à la directrice et dénie ses allégations, et éventuellement, elle lui permet de rentrer au son cours. Au contraire, elle court à la cour pour demander à son prof de physique, M. Filippi, des questions sur la mer, mais elle oublie ses questions. Il l’assure qu'ils peuvent discuter la mer après les cours.
- La Montagne du dieu vivant

Jon, un adolescent, admire la grande montagne Reydarmarbur et il l'approche sans raison. Il entend un susurrement apaisant mais il n’y a rien de visible. Il traverse une rivière et se trouve englouti par une lumière étrange. Il arrive au bas de la montagne et aperçoit au sommet une grande vallée, remplie de lave et d’écume glacée. Il entend les sons mystérieux de montagne. Motivé par un force inexplicable, Jon escalade la montagne jusqu'au sommet. Il trouve la grande vallée et voit la lave. Puis, il marche au centre d'une plaine et le vent s’arrête soudainement. Il examine trois grands bassins sculptés qui piègent le vent. Puis, il explore une mare d’eau à côté de la plaine et trouve un rocher bizarre qui ressemble à la montagne. Il essaye de le soulever mais il est fixé au sol. Il aperçoit brièvement des cavités dans la montagne et quand son attention se tourne de nouveau vers  les bassins, il voit un enfant. L’enfant appelle Jon par son nom. Jon pose des questions à l'enfant, mais l'enfant ne donne pas beaucoup d'informations. Éventuellement, il apprend que l’enfant est content d' habiter seul dans la montagne. La soleil se couche et l'enfant invite Jon à passer la nuit sur la montagne avec lui. Jon hésite mais finit par accepter. Il admire les paysages aux alentours avant de s’endormir à côté de l’enfant. accepte avec hésitation et admire son entourage naturel avec qu’il dormait à côté de l’enfant. Quand il se réveille, l’enfant a disparu. Jon le cherche, mais ne trouve rien Il commence à avoir peur  et descend la montagne à toute allure puis se précipite pour revenir chez lui.
- La Roue d'eau

Juba est un jeune adolescent qui habite dans un village avec sa famille. Il se lève un jour à l’aube et il quitte sa maison pour aller travailler avec son bœuf. Comme le soleil se lève, Juba regarde la campagne et entend le bruit bruit d’une rue à eau dans une rivière proche. Il ferme ses yeux, et se trouve transporté dans le ciel par un vautour blanc. Il regarde le paysage en bas et  voit un village blanc appelé Yol, la cité des morts. Tout le monde dans le village se rassemble pour accueillir Juba parce que le précédent roi du village avait le même nom que Juba. Ce dernier monte les marches du temple de Diana, et se présente comme le roi du village. Puis, Cléopâtre-Séléné, la fille de Antoine et de Cléopâtre est présentée, et ils s'assoient sur les marches du temple. Juba parle de sa joie de voir cette cité et exprime son désir de l'améliorer. Il discute aussi de son objectif de rassembler les hommes les plus sages de la cité pour écrire l'histoire de la race humaine. Au bout d’un moment, les deux s’arrêtent de parler, et écoutent le son des roues à eau qui encercle le village. Alors que le soleil se couche, tous les bâtiments et toutes les personnes du village disparaissent et sont engloutis par l’eau. Les yeux levés vers la lune, Juba revient à la vallée et son véritable environnement.. Il entend son nom appelé par quelqu’un et il reconduit ses  bœufs au monticule avant de revenir vers son village. Lors de sa marche, il se demande si Yol va réapparaître demain quand la roue d’eau se mettra de nouveau en marche.
- Celui qui n'avait jamais vu la mer
- Hazaran
- Peuple du ciel
- Les Bergers.

## Réception
Mondo et les autres histoires a été bien reçu par la critique. Ce recueil de nouvelles est au programme de 5e mais peut être lu par des enfants de CM2 ou 6ème. Initialement, le recueil n'était pas traduit en beaucoup de langues, mais après que son auteur Le Clézio reçoit le Prix Nobel de littérature en 2008, le recueil devient célèbre et est traduit en 36 langues. Booklist écrit: “Ce recueil d'histoires du lauréat du prix Nobel de littérature 2008 n’est pas le goût de tout le monde, mais personne qui le lit ne se plaindra de la qualité de l'écriture" et "La traduction élégante d'Anderson transmet la luxuriance détaillée, physique, fluide et complexe de la langue, qui peut engager et satisfaire les lecteurs de Garcia Marquez et d'autres maîtres stylistes.” Publishers Weekly l'appelle “un recueil vivide et subtil.” The Washington Post décrit les nouvelles comme, “des oeuvres étranges, hypnotiques, et trop poétiques” et conclut que “dans l'univers  fictionnel de Le Clézio, le monde existe dans un état prélapsaire de grâce intemporelle, jusqu'à ce que le monde corrompu et destructeurs des adultes viennent s’imposer.” 